# تيغان كروفت
تيغان كروفت (بالإنجليزية: Teagan Croft)‏ هي ممثلة أسترالية ولدت في 23 أبريل من عام 2004 في سيدني في أستراليا. قامت كروفت بتمثيل شخصية رايفن في مسلسل تايتنز الشهير والذي يعد أبرز عمل تمثيلي لها، كما قامت بالمشاركة بالتمثيل في فيلم طفل أوزوريس الأسترالي. تعد تيغان كروفت من الممثلين الصغار الصاعدين حديثا في عالم التمثيل.

## وصلات خارجية
- تيغان كروفت على موقع IMDb (الإنجليزية)
- تيغان كروفت على موقع ألو سيني (الفرنسية)
- تيغان كروفت على موقع قاعدة بيانات الفيلم (الإنجليزية)